# 愛東邨

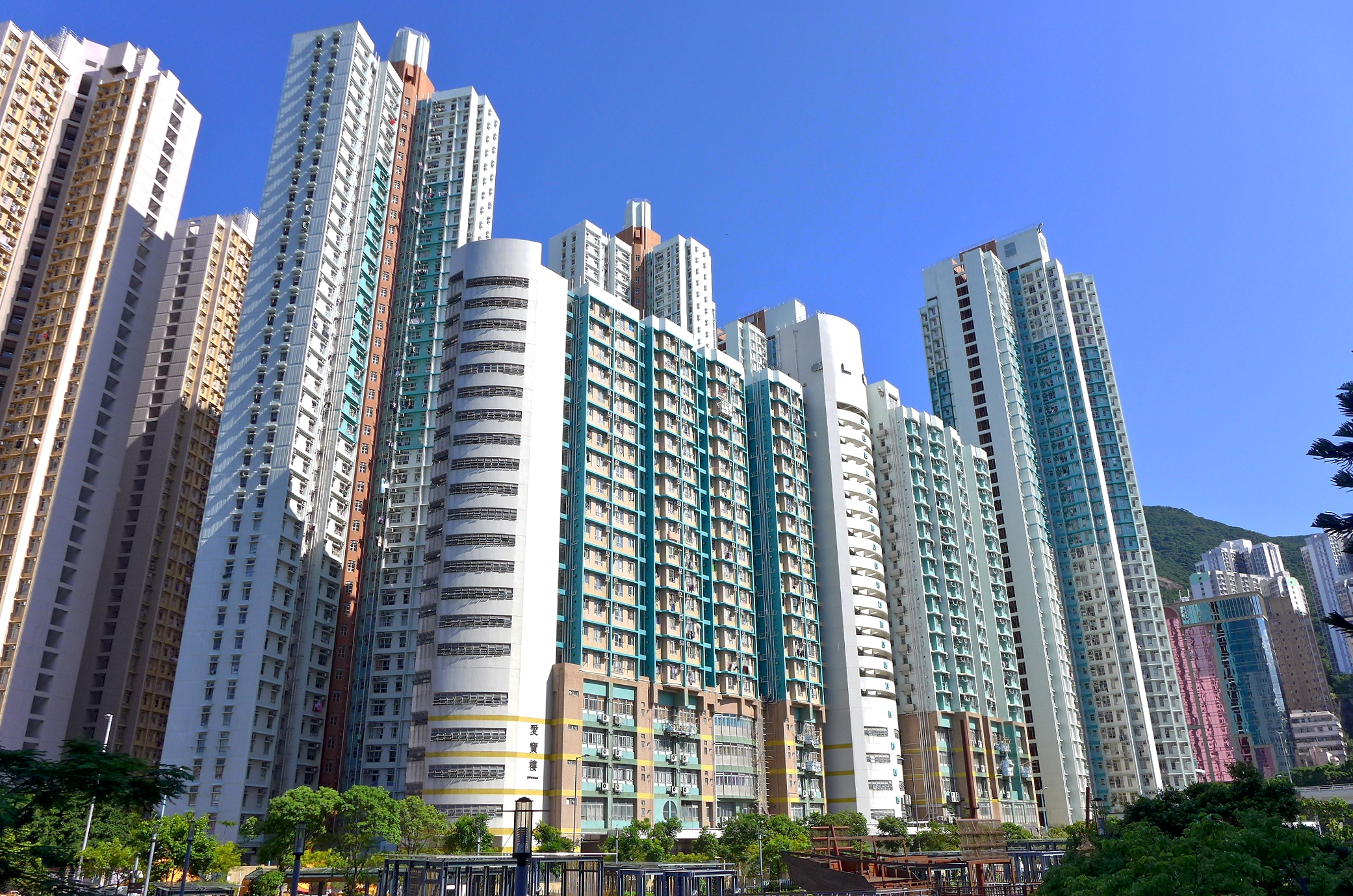
愛寶樓

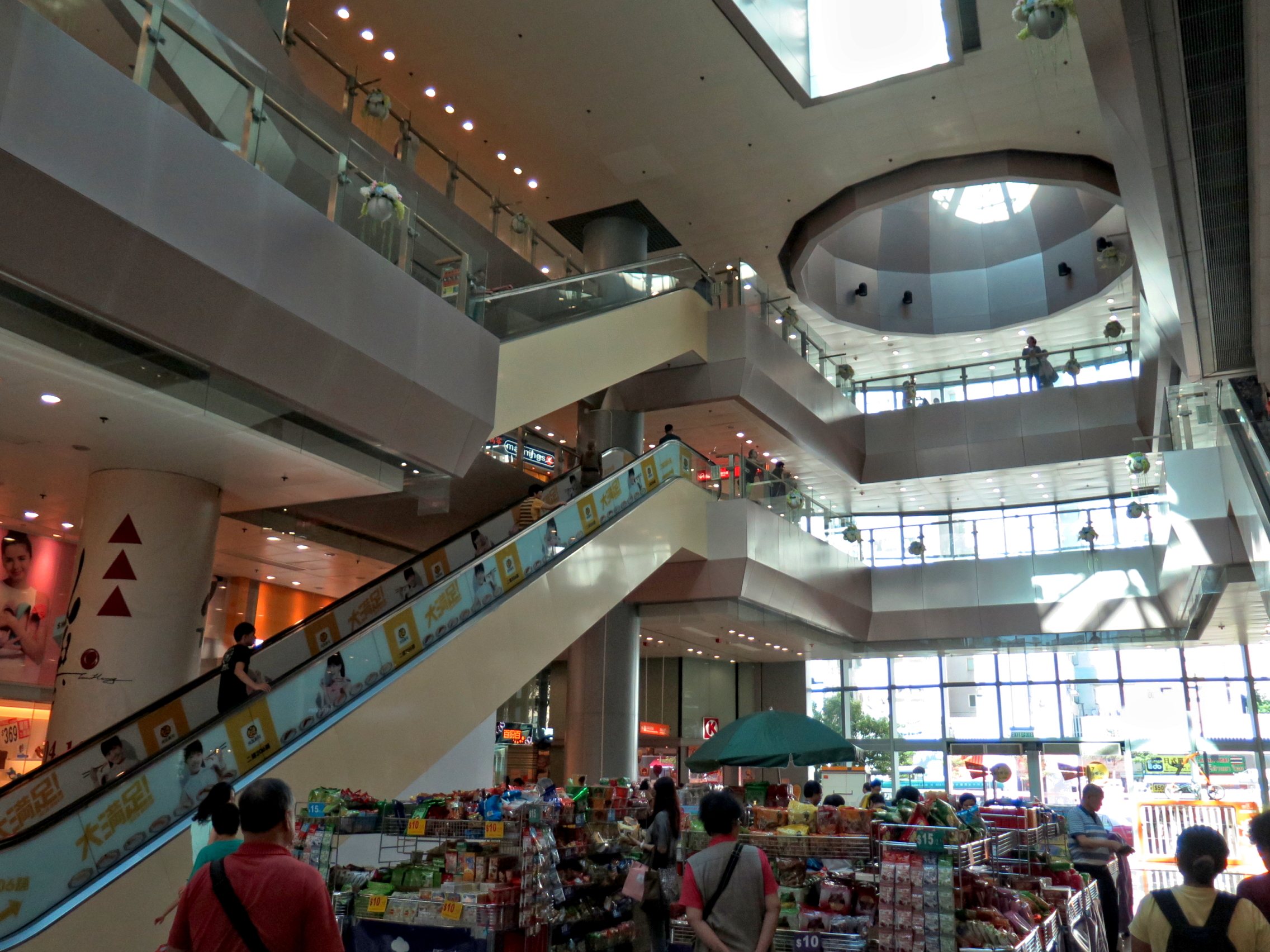
愛東商場中庭

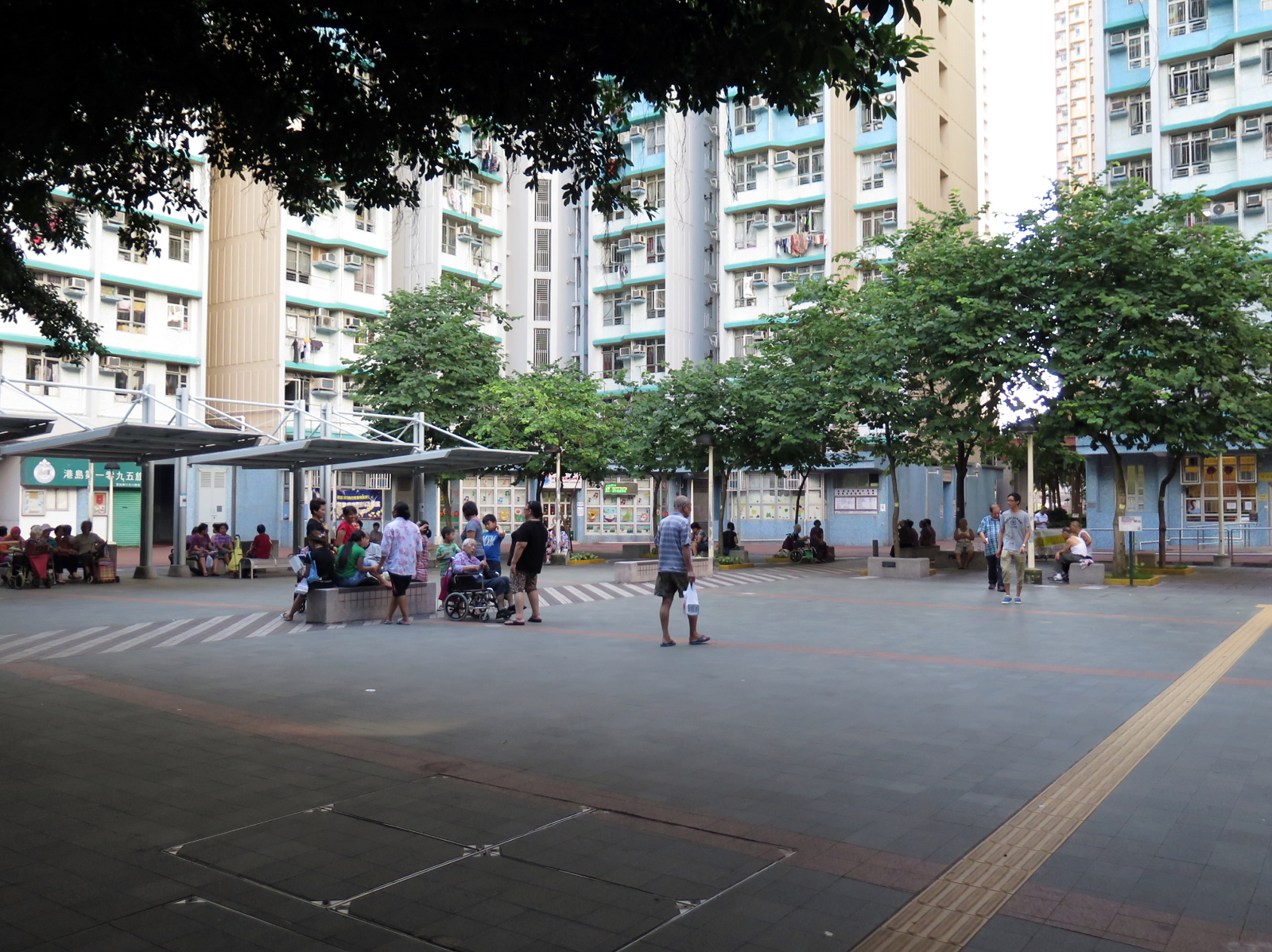
愛東商場對出的休憩空間

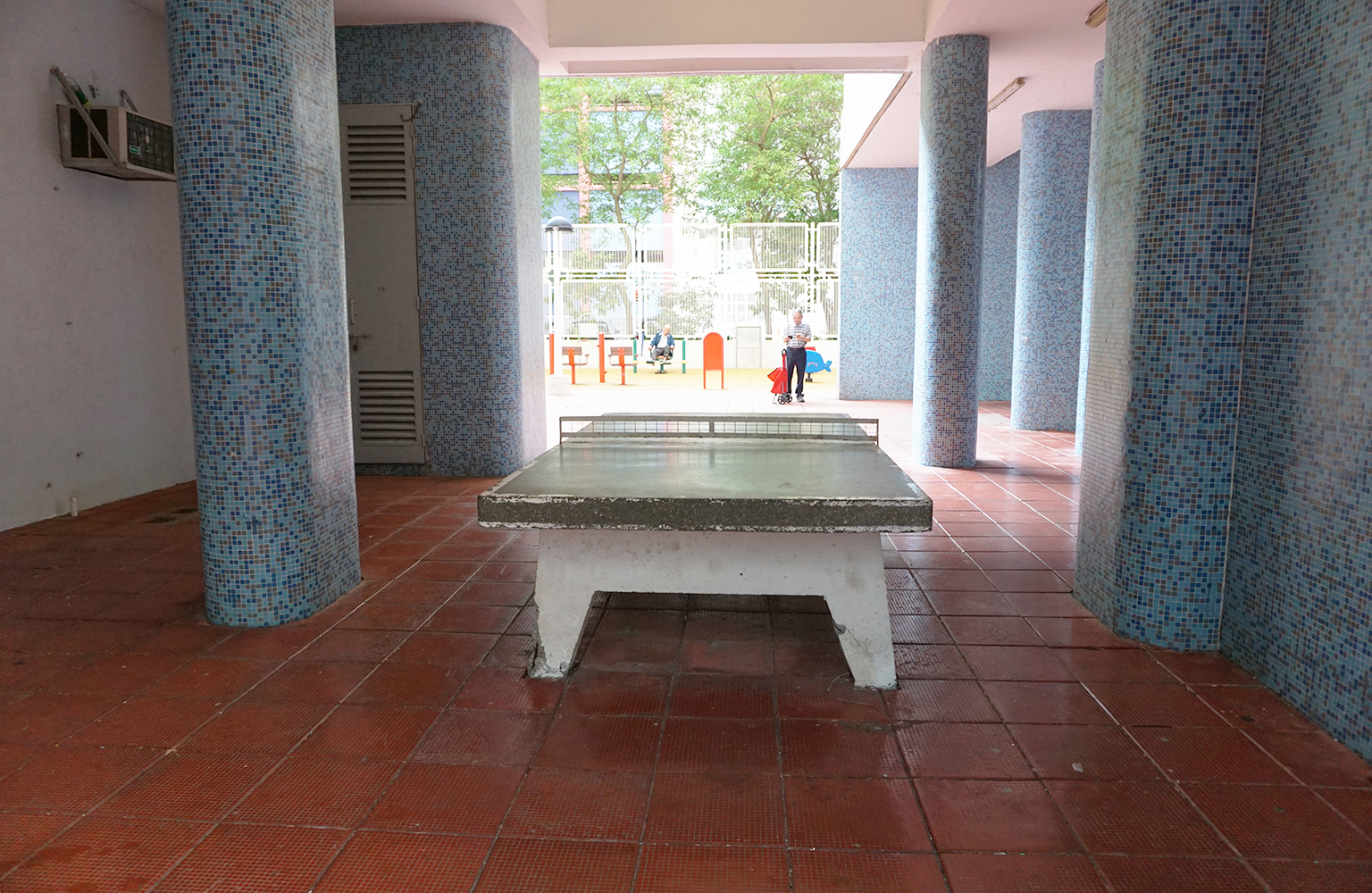
乒乓球桌

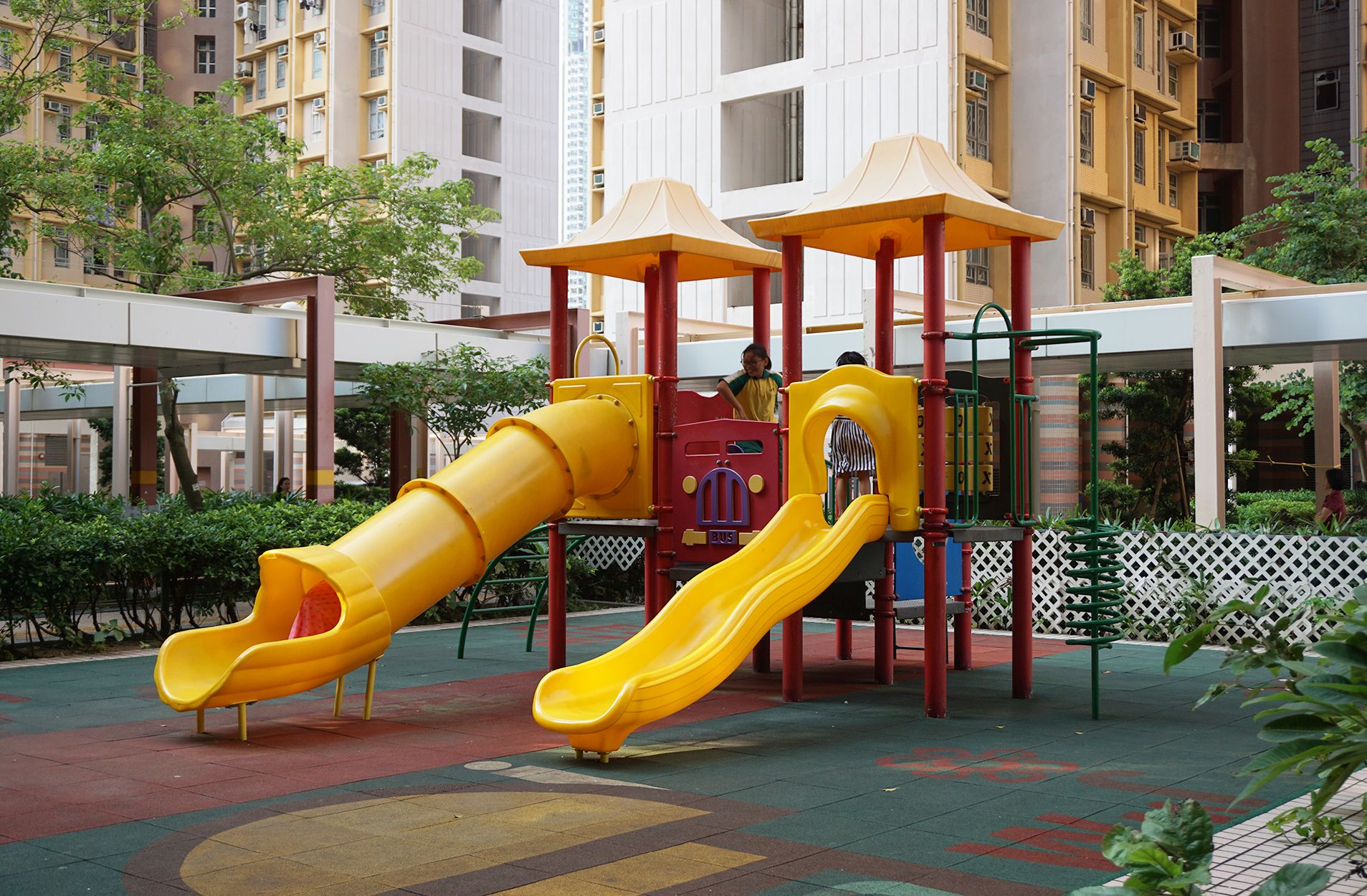
滑梯及有蓋行人通道

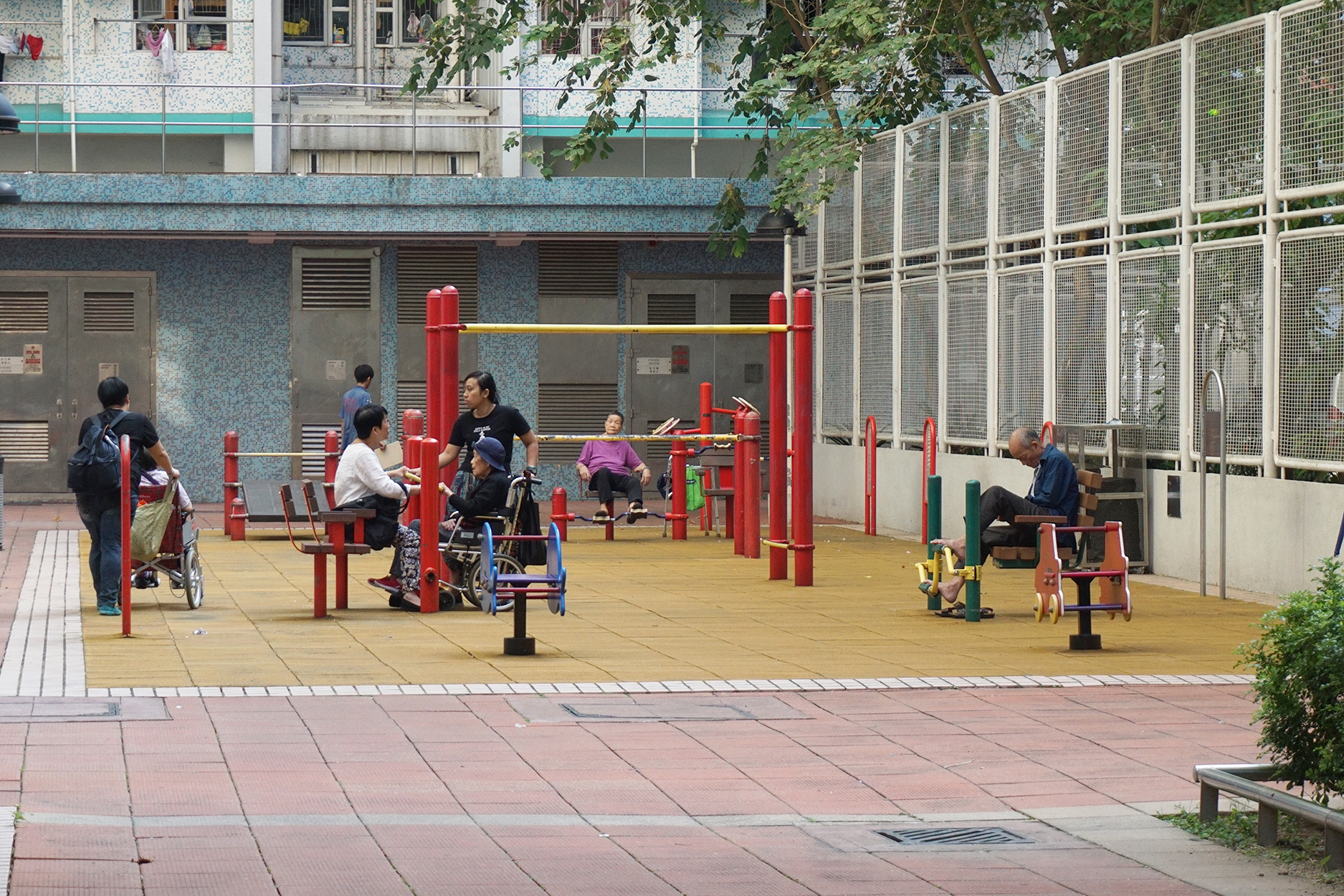
彈簧椅及健體區

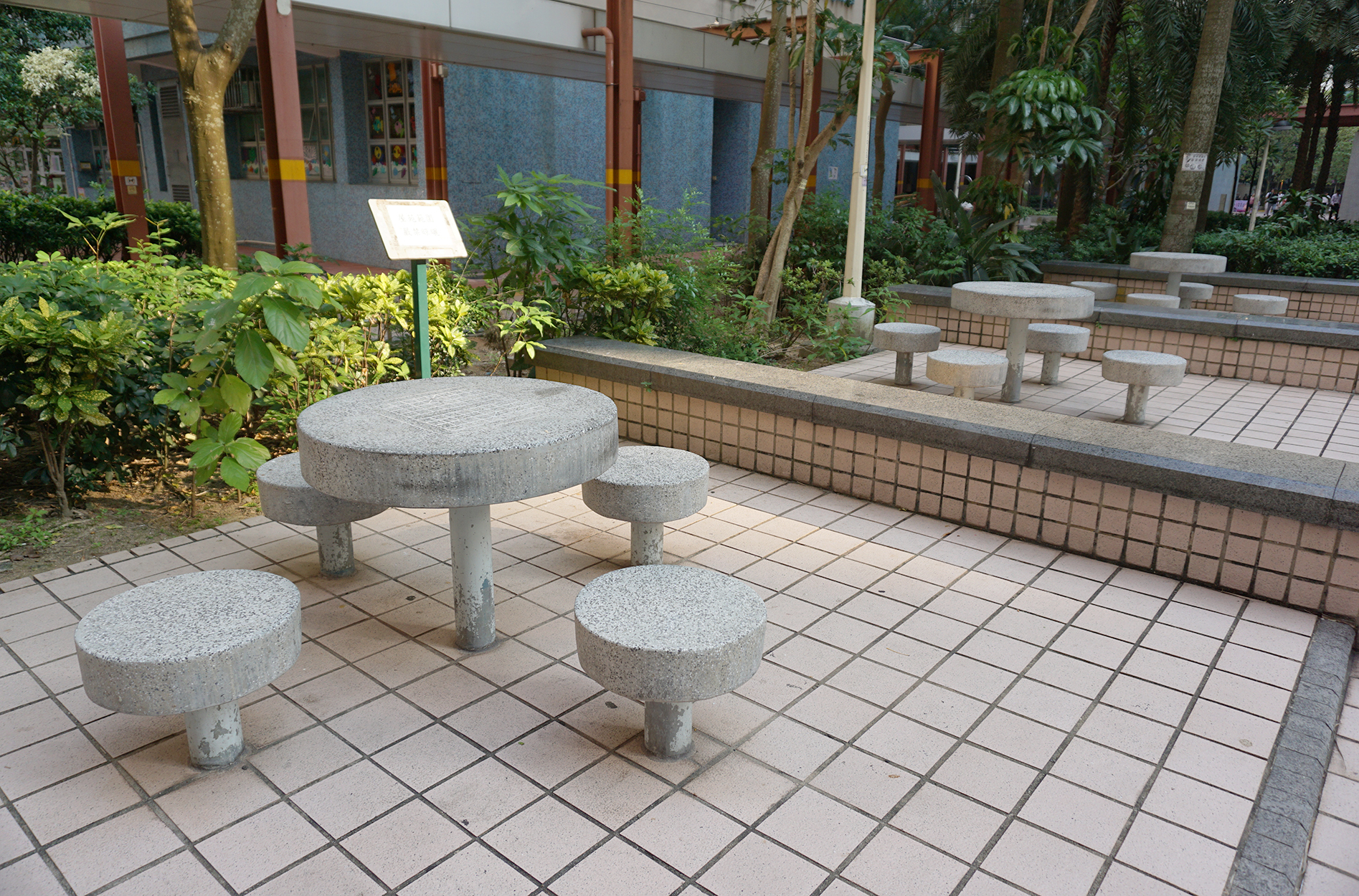
棋藝區

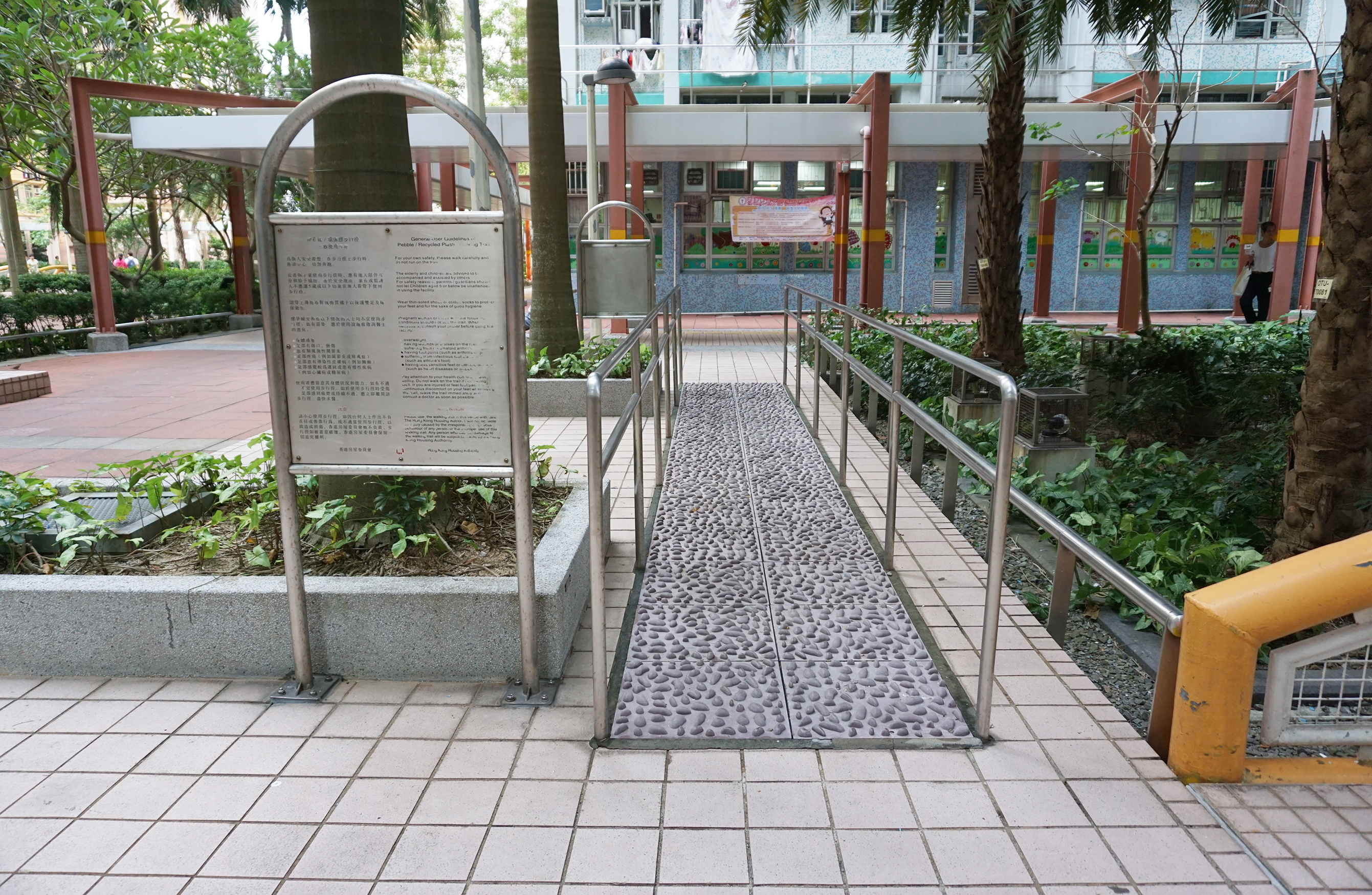
卵石路步行徑

愛東邨（英語：Oi Tung Estate）是香港的公共屋邨，項目編號為HK11NR，位於香港島筲箕灣愛秩序灣填海區範圍內，於2000年開始分四個階段入伙。
當中愛澤樓、愛旭樓和愛平樓由興業建築師有限公司設計，愛寶樓（東濤苑E座）由周古梁建築工程師有限公司設計，愛逸樓由房屋署總建築師（2）設計，轄下商場（愛東商場）亦由興業建築師有限公司負責設計。
屋邨現由雅居物業管理有限公司負責屋邨管理。

## 屋邨資料

### 樓宇
| 樓宇名稱（座號）            | 門牌號碼   | 樓宇類型                                            | 落成年份 | 層數 | 每層伙數                   | 每座單位總數（伙） | 建築師                   | 承建商       | 提供升降機的廠商 | 期數 |
| --------------------------- | ---------- | --------------------------------------------------- | -------- | ---- | -------------------------- | ------------------ | ------------------------ | ------------ | ---------------- | ---- |
| 愛澤樓（第1座）             | 愛賢街18號 | 和諧一型第六款 （第三代半）                         | 2000年   | 40   | 20                         | 799                | 興業建築師有限公司       | 香港寶嘉建築 | 英國通用電氣     | 1    |
| 愛平樓（第2座）             | 愛賢街18號 | 和諧一型第六款 （第三代半）                         | 2000年   | 40   | 20                         | 799                | 興業建築師有限公司       | 香港寶嘉建築 | 英國通用電氣     | 1    |
| 愛旭樓（第3座）             | 愛賢街18號 | 和諧一型第六款 連新和諧附翼第三型及四型（第三代半） | 2000年   | 30   | 20（21-30樓） 37（1-20樓） | 939                | 興業建築師有限公司       | 香港寶嘉建築 | 英國通用電氣     | 1    |
| 愛善樓（第9座）             | 愛賢街18號 | 小型單位大廈 （和諧式設計）                         | 2001年   | 20   | 19（7-20樓）               | 266                | 興業建築師有限公司       | 中國建築     | 英國通用電氣     | 3    |
| 愛寶樓（東濤苑E座／第10座） | 愛德街3號  | 小型單位大廈 （和諧式設計）                         | 2005年   | 20   | 26（7-20樓） 25（5-6樓）   | 414                | 周古梁建築工程師有限公司 | 西松建設     | 日立             | 4    |
| 愛逸樓（第11座）            | 愛賢街18號 | 非標準設計大廈 （十字型）                           | 2008年   | 40   | 18（4-40樓） 17（1-3樓）   | 717                | 房屋署總建築師（2）      | 西松建設     | 通力             | 5    |

（註：因第4-8座指同一項目內的東旭苑，故此略去部份座號。上述座號是以房屋署Estate Property的記錄為依歸。）

## 設施

### 商場、街市與社區服務
- 愛東商場（愛賢街18號[3]）
- 愛秩序灣街市
- 愛秩序灣綜合服務大樓
- 愛秩序灣社區會堂（愛寶樓地下）

### 幼稚園
- 香港東區婦女福利會幼兒園 （1956年創辦）（位於愛平樓地下）
- 筲箕灣循道衞理幼稚園  （2001年創辦）（位於愛旭樓地下）

### 家長資源中心
- 協康會賽馬會家長資源中心  （位於愛善樓地下G1室）

### 小學
- 中華基督教會基灣小學（愛蝶灣）（1970年創辦，屬於東濤苑工程一部份）

### 中學
- 聖馬可中學（1949年創辦；位於愛賢街18號[3]，為全港最後一座靈活式校舍）

## 鄰近屋苑
- 愛蝶灣
- 東旭苑
- 東濤苑

## 著名住客
已故藝人藍潔瑛，曾經居於本邨愛澤樓一單位，後遷往赤柱馬坑邨。

## 事件

### 為求居港權爆發倫常慘劇
2013年7月26日，愛東邨愛旭樓十三層一單位內，爆發三死的兇案慘劇。33歲的持有香港居民身份的張姓女子和兩名子女被其同姓同鄉38歲內地男友同時亦是孩子的父親殺害。據了解，雙方均來自廣東河源，結識並生下一對子女，然而一直沒有辦理結婚。女子後為求香港身份而下嫁年長六十歲的香港老翁，並居住在愛東邨愛旭樓。2011年老翁逝世後，單位留給了女子居住。男子則希望能與女子重新辦理結婚登記並使自己獲得香港身份。然女子一直拒絕。案件發生前三個月，男子攜帶子女從內地來港與女子商討此事。雙方討論不成引發爭執，甚至驚擾警察，最後經由社區組織調節。而7月，男子趁暑假期間再次帶兩名子女來港。7月25日，煤氣公司接獲同樓居民報案，稱嗅到煤氣味，故煤氣公司逐戶拍門排查，然該單位未開門。直至26日晚，煤氣公司在該單位遲遲不開門的情況下，直接報警。慘劇總被揭發。男子事後被判處終身監禁。